# Северная Каннада
Северная Каннада (Уттара-Каннада; канн. ಉತ್ತರ ಕನ್ನಡ; англ. Uttara Kannada) — округ в индийском штате Карнатака. Образован в 1818 году. Административный центр — город Карвар. Площадь округа — 10 291 км². По данным всеиндийской переписи 2001 года население округа составляло 1 353 644 человека. Уровень грамотности взрослого населения составлял 76,6 %, что выше среднеиндийского уровня (59,5 %). Доля городского населения составляла 28,7 %.

## История
Первой известной династией из района Уттар-Каннада являются Чуту из Банаваси. Уттара-Каннада была родиной королевства Кадамба с 350 по 525 год. Они правили из Банаваси. После покорения Кадамбаса чалукьями район перешел под последовательное правление таких империй, как Чалукья, Раштракутас, Хойсалас и империя Виджаянагар. Говорят, что марокканский путешественник Ибн Баттута некоторое время жил в этом районе под покровительством навайатского султана Джамаль ад-Дина в Хуннуре. Это место в настоящее время известно как Хосапаттана и расположено в городе Хоннавар. В деревне до сих пор можно увидеть руины старой мечети и ее минарета. Район перешел под власть империи Маратхов в 1750-х годах, а позже стал частью королевства Майсур, которое уступило его британцам по окончании Четвертой Майсурской войны в 1799 году. Первоначально он был частью округа Канара в президентстве Мадрас. В 1859 году округ был разделен на Северную и Южную Канару. В 1862 году британцы окончательно передали округ Уттара-Каннада президентству Бомбея.
После обретения Индией независимости в 1947 году Бомбейское президентство было преобразовано в Бомбейский штат. В 1956 году южная часть штата Бомбей была присоединена к штату Майсур, который в 1972 году был переименован в Карнатаку.